# Chicago Loop

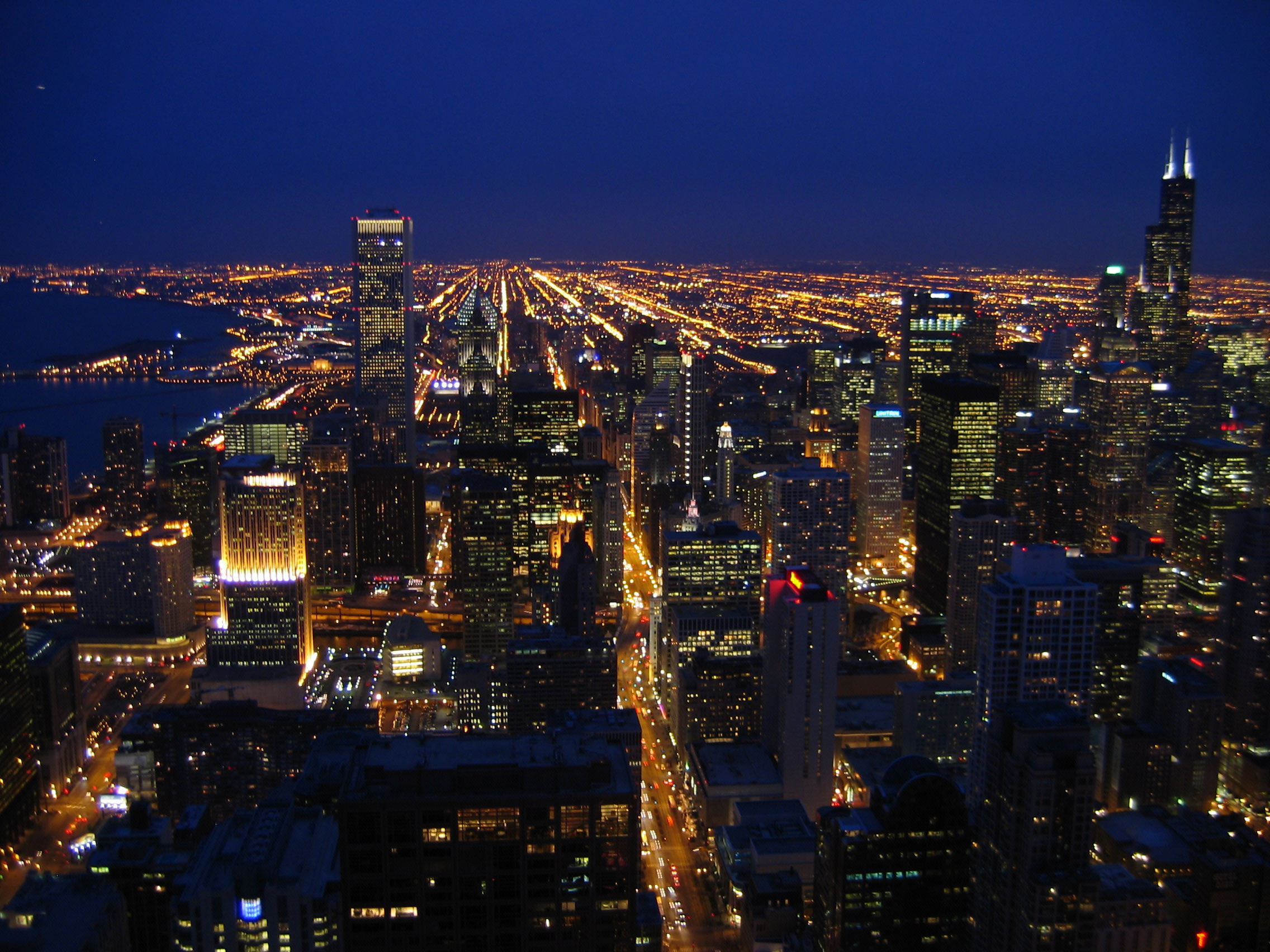
Grattacieli nella Chicago Loop

Il Loop è il termine usato per definire il centro storico della zona finanziaria di Chicago negli Stati Uniti.
Più accuratamente, il termine si riferisce all'area circondata dalla linea del trasporto pubblico lungo Lake Street a Nord, Wabash Avenue a est, Van Buren Street a sud e Wells Street a ovest ma in generale lo si usa per riferirsi al distretto finanziario.

## Descrizione
Il distretto commerciale è circondato ad ovest e a nord dal fiume Chicago ad est dal lago Michigan e a sud della Roosevelt Road. È il secondo distretto più grande degli Stati Uniti dopo quello di Manhattan. Secondo il censimento del 2000, nel Loop vivono 16 338 persone. Il prezzo medio per una tenuta residenziale nel 2005 è di 710 000$ secondo Forbes.
La particolare fisionomia del Chicago Loop è dovuta principalmente all'opera di importantissimi progettisti del periodo fine '800 - primo decennio '900. Essi sono indicati come i progettisti della "Scuola di Chicago" e la loro opera acquisisce uno spiccato carattere unitario soprattutto fra il 1879 (anno in cui Le Baron Jenney costruisce il primo edificio alto a struttura metallica) e il 1893 (data dell'Fiera Colombiana di Chicago).